# دانيال ماريانو بوينو
دانيال ماريانو بوينو (بالبرتغالية: Daniel Bueno‏) (15 ديسمبر 1983 في ساو باولو في البرازيل – )؛ هو لاعب كرة قدم سابق كان يلعب كمهاجم.

## وصلات خارجية
- دانيال ماريانو بوينو على موقع رابطة كرة القدم اليابانية للمحترفين (اليابانية)
- دانيال ماريانو بوينو على موقع قاعدة بيانات كرة القدم.إي يو (الإنجليزية)
- دانيال ماريانو بوينو على موقع Soccerway.com (الإنجليزية)
- دانيال ماريانو بوينو على موقع عالم كرة القدم.نت (الإنجليزية)